# Engelstränen-Narzisse
Die Engelstränen-Narzisse (Narcissus triandrus) ist eine Pflanzenart aus der Gattung der Narzissen in der Familie der Amaryllisgewächse (Amaryllidaceae). Sie gilt als eine der schönsten der Narzissenarten und ist Ausgangsart zahlreicher Zuchtsorten. Botanisch wird sie nach John W. Blanchard der Sektion Ganymedes zugeordnet.

## Beschreibung
Die Engelstränen-Narzisse wächst als ausdauernde krautige Pflanze und erreicht Wuchshöhen von etwa 10 bis 25 Zentimeter. Die mittelgrünen Laubblätter sind aufrecht oder überhängend und von riemenförmiger Form.
Sie trägt an 4 Zentimeter langen Blütenstandsschäften bis zu 6 weiße und nickende Blüten. Diese haben zurückgeschlagene Blütenblätter mit runder Nebenkrone, die bis zu 6 Zentimeter breit ist. Die Tepalen haben in der Mitte einen gelblichen Streifen.
In ihrem natürlichen Verbreitungsgebiet reicht die Blühzeit der Engelstränen-Narzisse von März bis Juni. In Mitteleuropa, wo auch die Wildart regelmäßig vor allem in Steingärten angepflanzt wird, ist die Blühzeit von April bis Mai.
Die Chromosomenzahl beträgt 2n = 14 + 0-3B.

## Verbreitungsgebiet
Die Engelstränen-Narzisse wächst in den tieferen Lagen Spaniens und Portugals vor allem im lichten Schatten. Sie kommt in Höhenlagen von bis zu 2000 m vor und wächst in den Höhenlagen bevorzugt in voller Sonne. Als Bodengrund bevorzugt sie unabhängig von der Höhenverteilung saure Böden.

## Varietäten
Innerhalb des großen Verbreitungsgebietes werden mehrere Unterarten unterschieden.
- Narcissus triandrus var. concolor (Haw.) Baker ist die gelbe Form, die von einigen Autoren sogar als eigenständige Art angesehen wird. Sie ist nur in Südportugal vertreten.
- Narcissus triandrus var. loiseleurii (Rouy) A. Fern. kommt nur auf der Isles de Glénan vor der französischen Küste vor und hat schwefelgelbe Blüten, die etwas größer als bei der Nominatform 'Narcissus triandrus var. triandrus sind.
- Narcissus triandrus var. cernuus (Salisb.) Baker ist kleiner als die Stammform; die Blüten sind gelblicher und sitzen weniger zahlreich an den Stängeln. Sie ist in Zentralspanien und Zentralportugal zu finden und blüht von Februar bis Mai.